# 戴震雷
戴震雷，字穉黙，福建仙遊縣人。明朝政治人物。
天啓七年（1627年）丁卯科第一名舉人（解元）。授歸化縣教諭，以文章、性命、經濟三事教授諸生。升江西崇仁縣知縣，正逢當地饑荒，戴震雷建立粥塲三十六所，活人萬計。因父喪丁憂去職，不再出仕。卒年五十四。